# Geometroidea
De Geometroidea vormen een superfamilie van vlinders (Lepidoptera). In 2011 omvatte de superfamilie 23.748 soorten in 2107 geslachten.

## Families
De Geometroidea omvatten de volgende families:
- Epicopeiidae Swinhoe, 1892
- Sematuridae Guenée,1858
- Uraniidae Leach, 1815
- Geometridae (Spanners) Leach, 1815